# 百度众测
百度众测為百度公司为广泛测试其产品效能、改善用戶體驗而设立的一个社区反馈平台。用戶可在百度众测中體驗各类最新的百度項目和功能改善，并可以通过提交意见建议等途径获得礼券奖励，換取各类礼品。